# Рамз, Ричард
Рамз (Рамзи, Рамзай) Ричард (Юрий) (1665 — 1740) — английский кораблестроитель на русской службе, корабельный мастер, капитан-командор. Работал на корабельных верфях Санкт-Петербурга, Казани и Кронштадта, строил по собственным проектам линейные корабли, фрегаты и другие суда. Принимал участие в достройке первого в истории российского флота 100-пушечного линейного корабля 1 ранга «Пётр Первый и Второй», который строил по собственному проекту лично Пётр I и корабельный мастер Федосей Скляев.

## Биография
Английский кораблестроитель Ричард Рамз родился около 1665 года. Прибыл в Россию в 1715 году по приглашению Ричарда Броуна, которому приходился шурином. Рамз был принят Петром I на русскую службу корабельным мастером с чином капитана и ежегодным жалованием в 867 рублей. Ричард Рамз сразу принял русское подданство и навсегда остался в России. Пользовался особым доверием Петра.
Пётр, в условиях Северной войны нуждался в новых военных кораблях, и сразу доверил опытному кораблестроителю строительство линейных кораблей. В 1716 году Рамз заложил в Санкт-Петербургском адмиралтействе по собственному проекту два трёхдечных парусных линейных корабля 2 ранга: 3 апреля — 80-пушечный корабль «Святой Андрей» и 29 июня — 74-пушечный «Норд Адлер» (спущен на воду 5 мая 1720 года). Пётр торопил корабельного мастера с постройкой «Святого Андрея». Рамзу пришлось спускать корабль на воду зимой, для чего на реке Неве, покрытой льдом, у места спуска корабля рота солдат, взрывами пороховых зарядов и пилами сделала специальную прорубь, и 3 февраля 1721 года корабль был спущен на воду.
17 сентября 1721 года Рамз заложил в Санкт-Петербургском адмиралтействе 54-пушечный линейный корабль 4 ранга «Рафаил» (спущен на воду 19 июля 1723). 28 сентября 1724 год Рамз спустил на воду свой четвёртый корабль, построенный в России — 32-пушечный корабль 5 ранга «Винд-Хунд». Получил повышение к жалованию — по 400 рублей в год. В 1725 году принимал участие в достройке первого в истории российского флота 100-пушечного линейного корабля 1 ранга «Пётр Первый и Второй», который строил по собственному проекту лично Пётр I и корабельный мастер Федосей Скляев на верфи Санкт-Петербургского Адмиралтейства.
В феврале 1727 года Р. Рамз был направлен в Казань для заготовки корабельного леса на три корабля, но 29 мая того же года был возвращён в Санкт-Петербург.
В 1730—1739 годах проходил службу в Кронштадте, руководил ремонтом судов Кронштадтской эскадры. Всего под его руководством было отремонтировано более 90 линейных кораблей, фрегатов и других судов Балтийского флота. 22 августа 1732 года был пожалован рангом капитан-командора с ежегодным жалованием 1800 рублей. В 1737 году стал корабельным мастером. Как опытного кораблестроителя Ричарда Рамза привлекали к приёмке строений, предназначенных для кораблестроения. Так, ему довелось осматривать вместе с другими мастерами первый крытый стапель, построенный и Санкт-Петербургском Адмиралтействе, и давать заключение о его пригодности.
Рамз занимался судомоделизмом. Адмиралтейств-коллегия поручала ему изготовлять модели всех трофейных шведских кораблей и иных судов, среди которых были: полумодель 18-пушечного фрегата (прама) «Алифант», пленённого в Гангутском сражении и полумодель 18-пушечного фрегата «Данск Эрн», пленённого в Гренгамском сражении. Все модели мастер делал по собственным чертежам, хранились они в модель-камере. Модель фрегата (прама) «Алифант» Пётр I приказал хранить вечно в память о Гангутской победе. Эти модели хранятся в Центральном военно-морском музее в Санкт-Петербурге.
В 1739 году Р. Рамз занимался ремонтом моделей кораблей в Академии морской гвардии. В 1739—1740 годах строил в Санкт-Петербурге 10-пушечные бомбардирские корабли «Юпитер» и «Самсон», которые участвовали в русско-шведской войне 1741—1743 годов.
Ричард Рамз скончался в 1740 году. Похоронен в Санкт-Петербурге.